# Dagny Servaes

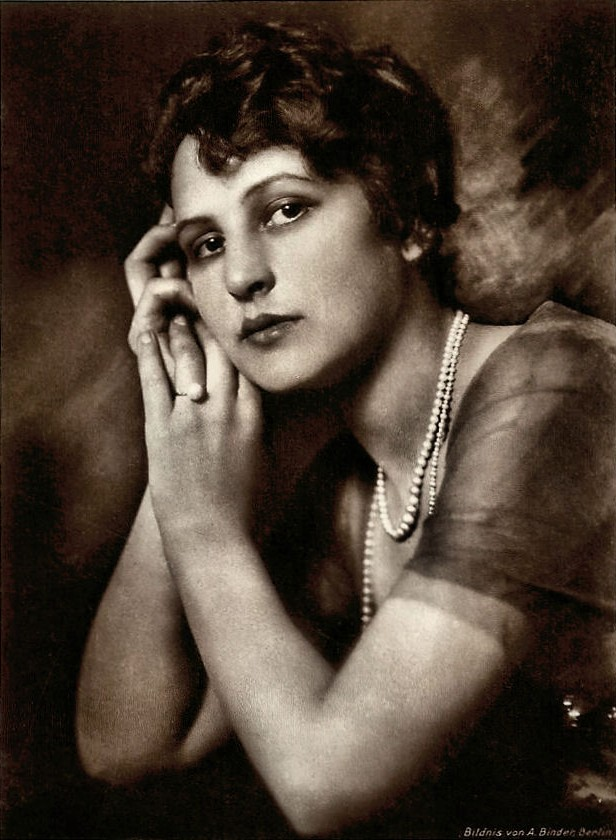
Dagny Servaes auf einer Fotografie von Alexander Binder

Dagny Luise Servaes (* 10. März 1894 in Berlin; † 10. Juli 1961 in Wien) war eine deutsch-österreichische Theater- und Filmschauspielerin.

## Leben und Wirken

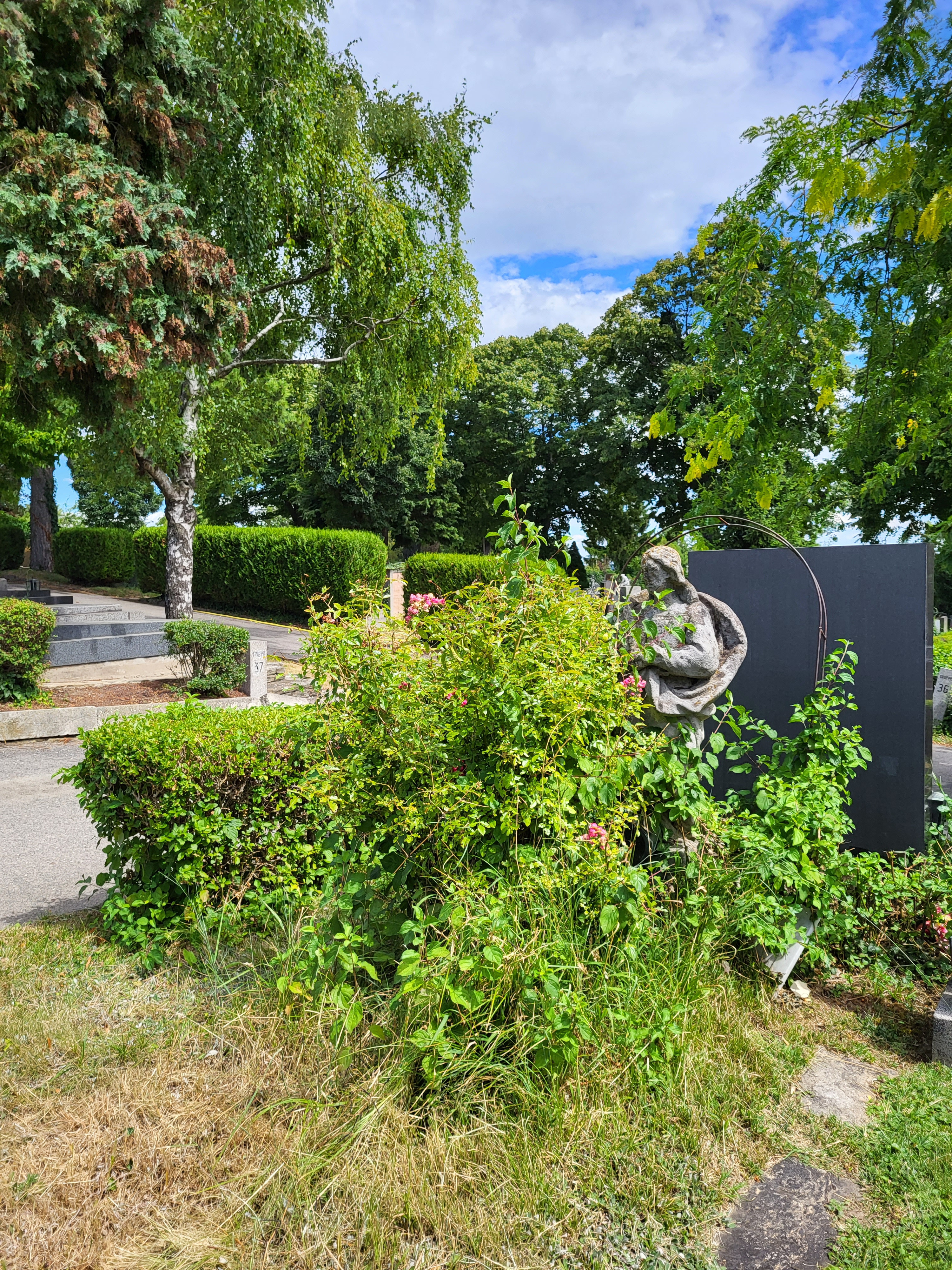
Grab von Dagny Servaes auf dem Grinzinger Friedhof in Wien

Dagny Servaes, die Tochter des Schriftstellers Franz Servaes (1862–1947), nahm Schauspielunterricht an der Wiener Akademie für Musik und Darstellende Kunst. 1912 erhielt sie ein Engagement am Hoftheater in Meiningen. Ab 1913 spielte Dagny Servaes an den renommierten Berliner Bühnen wie dem Deutschen Theater, Lessingtheater und Staatstheater.
1916 wurde sie erstmals im Stummfilm eingesetzt, wo sie sich rasch nach vorne spielte. Mehrmals war Emil Jannings ihr Partner, insbesondere in dem Monumentalfilm Das Weib des Pharao im Jahr 1921. Obwohl bereits als neuer Star gefeiert, wurden ihre Filmaufgaben in den Jahren danach etwas kleiner. Sie wandte sich wieder mehr dem Theater zu und unternahm mit Max Reinhardts Ensemble von 1926 bis 1928 eine Gastspielreise durch die Vereinigten Staaten. In New York stand sie mit den Stücken Jedermann, Ein Sommernachtstraum, Dantons Tod und Carlo Goldonis Diener zweier Herren auf der Bühne. Von 1926 bis 1937 war sie die Buhlschaft im Jedermann bei den Salzburger Festspielen.
Der Tonfilm bot Dagny Servaes, die sich 1936 in Wien niederließ, nur noch Nebenrollen. 1944/1945 arbeitete sie am nicht vollendeten Film Wo ist Herr Belling? als Ehefrau der Hauptfigur, dargestellt von Emil Jannings mit. Sie stand 1944 in der Gottbegnadeten-Liste des Reichsministeriums für Volksaufklärung und Propaganda.
Von 1938 bis 1948 spielte sie am Theater in der Josefstadt und 1950 vorübergehend am Volkstheater. Seit 1952 gehörte sie zum Ensemble des Burgtheaters.
Am 3. August 1927 heiratete sie den Kaufmann Erwin Goldarbeiter; die Ehe wurde 1939 geschieden. Ihre Tochter Evi Servaes schlug ebenfalls eine schauspielerische Laufbahn ein.
Dagny Servaes ist auf dem Grinzinger Friedhof beigesetzt (Gruppe 36, Reihe 2, Nr. 1A).

## Filmografie
- 1916: Tyrannenherrschaft
- 1916: Die Last
- 1916: Stein unter Steinen
- 1916: Der Einsiedler von St. Georg[7]
- 1917: Gold
- 1917: John Riew
- 1918: Das Tagebuch des Dr. Hart
- 1918: Aranka und Arauka
- 1918: Das Gürtelschloß der Senahja
- 1919: Das Geheimnis des Irren
- 1920: Die Nacht der Prüfung
- 1920: Wildes Blut
- 1921: Das Weib des Pharao
- 1922: Peter der Große
- 1923: Hoffmanns Erzählungen
- 1923: Alles für Geld
- 1923: Im Namen des Königs
- 1923: Adam und Eva
- 1923: Der Menschenfeind
- 1924: Carlos und Elisabeth
- 1924: Moderne Ehen
- 1924: Jiskor
- 1925: Oberst Redl
- 1926: Die lachende Grille
- 1927: Die Beichte des Feldkuraten
- 1927: Die Weber
- 1927: Grand Hotel …!
- 1927: Die Hölle der Jungfrauen
- 1934: Die Töchter Ihrer Exzellenz
- 1936: Die Puppenfee
- 1937: Die unentschuldigte Stunde
- 1937: Florentine
- 1938: Spiegel des Lebens
- 1938: Nanon
- 1938: Der Fall Deruga
- 1938/50: Preußische Liebesgeschichte
- 1939: Sensationsprozeß Casilla
- 1939: Unsterblicher Walzer
- 1940: Friedrich Schiller – Triumph eines Genies
- 1940: Der siebente Junge
- 1941: Kleine Mädchen – große Sorgen
- 1942: Die goldene Stadt
- 1942: Lache, Bajazzo
- 1943: Die kluge Marianne
- 1944: Am Vorabend
- 1944/49: Die Nacht der Zwölf
- 1945: Wo ist Herr Belling? (unvollendet)
- 1947: Das unsterbliche Antlitz
- 1947: Sturmjahre (Dokumentarfilm)
- 1948: Hin und her
- 1948: Königin der Landstraße
- 1949: Eroica
- 1950: Das vierte Gebot
- 1950: Hochzeit im Heu
- 1951: Der 5-Minuten-Vater
- 1951: Maria Theresia
- 1953: Die Regimentstochter
- 1953: Du bist die Welt für mich
- 1956: Der Schandfleck
- 1957: Einen Jux will er sich machen
- 1959: Oh, du mein Österreich

## Auszeichnungen
- 1936: Ritterkreuz des österreichischen Verdienstordens[8]